# Заборье (Плоскошское сельское поселение)
Заборье — деревня в Торопецком районе Тверской области в Плоскошском сельском поселении.

## География
Расположена примерно в 13 километрах к северо-западу от села Волок на ручье Устречка.

## Население
| 2010 |
| ---- |
| 0    |

Население по переписи 2002 года — 2 человека (русские 100%).